# 乌镇互联网国际会展中心
乌镇互联网国际会展中心是中國浙江省嘉兴市桐乡市烏鎮建築，用作世界互联网大会等展覽，於2016年10月竣工。該中心由王澍設計，有簡約的白色墻面和層曡的中式密檐，俯視為U型，中庭有水池。總建築面積約6萬平米，可容納3000人與會。